# 蒙古贵族
蒙古贵族 出现于10-12世纪，贵族政治上的作用在13世纪变得突出，而且基本上统治蒙古各部，直到20世纪初。元代将贵族称为“根脚”，源于蒙古单词yazgur，意为“根部”。

## 匈奴(前209年 – 公元93年)
- 单于：国王

## 鲜卑(93年-234年)
- 可汗：国王

## 柔然(330年-555年)
- 可汗：国王

## 蒙古帝国(1206年-1368年)

### 贵族头衔
- 大汗（Ihe Khaan）：皇帝

- 国王（Noyon）：仅次于大汗的头衔，札剌亦儿部的木华黎被任命为国王。

- 济农（Jinong）：太子，提名为大汗的继承人，元朝济农驻扎在哈尔和林，执行蒙古宗教仪式。

- 王子（Khan Khuu）

- 米尔扎（Mirza）：王子，蒙古贵族

### 军衔
- 万户长（Tumetu-iin Noyan）：一万士兵之主。1206年有九大万户，1368年有四十个蒙古万户和四个瓦剌万户。

- 千户长（Minggan-u Noyan）：一千士兵之主。

- 百户长（Jagutu-iin Darga）：一百个士兵的指挥官。

- 十户长（Arban-u Darga）：十个士兵的指挥官。

- 扯儿必（Cherbi）：怯薛军（Kheshig）统领。

- 贝伊（Bey）：以后也作为奥斯曼帝国的军衔。

### 女性头衔
- 可敦（Khatun）：王后。

- 别姬（Behichi, Beiji）：贵族夫人。

- 公主（Gonji）：贵族家庭的女儿。

## 北元及後蒙古时期 (1368-1691)

### 贵族头衔
- 可汗（Khaan，Khagan）：国家统治者。

- 汗（Khan）：16世纪中叶，一些地方封建主自称为汗。可汗和汗是两个不同的头衔，可汗（Khaan，长a）和汗（Khan，短a）。可汗是国家统治者，地方封建领主拥有汗的头衔。

- 济农（Jinong）：太子，提名为大汗的继承人，驻扎在右翼（今内蒙古西部）。15世纪成为世袭头衔，不一定保留为大汗继承人的提名。

- 黄台吉（Hongtaiji）：拥有封地的成吉思汗后裔，源自汉语“皇太子”。

- 台吉（Taiji）：成吉思汗后裔。

- 王（Wang）：拥有封地的拙赤合撒儿或成吉思汗其他兄弟的后裔。

- 太师（Taishi）：拥有封地的非孛儿只斤氏贵族，如万户长的后裔和非孛儿只斤的酋长。

### 女性头衔
- 太后（Taihu）：王后，可汗配偶，如囊囊太后。
- 可敦（Khatun）：王后和夫人。
- 公主（Gonji）：贵族家庭的女儿。
- 别姬（Behichi, Beiji）：夫人，王子配偶。

## 清朝(1691-1911) 和博克多汗国(1911-1921)

### 贵族头衔
- 汗（Khan，不是可汗）：旗主。有三个汗在喀尔喀：土谢图汗、札萨克图汗和车臣汗，有两个汗在科布多：特固斯库鲁克达赖汗（Tögs Hülüg Dalai Khan）和乌讷卓哩克图汗（Ünen Zorigtu Khan）。尽管他们的头衔和汗部（Aimag）相关，但是他们的权力被限制在他们自己的旗内，他们要沟通清廷和其他旗主的联系。
- 男爵（穆麟德轉寫：ashan -i hafan）：仅在博格多汗时期特殊境遇下授予外国公民，如亚历山大·赞泽尔一世。年收入3500两白银和60匹绸缎。
- 亲王（ᠴᠢᠨ ᠸᠠᠩ Chin Wang）：旗主。年收入2600两白银和40匹绸缎。拥有60位农奴。
- 郡王（ᠭᠢᠶᠦᠢᠨ ᠸᠠᠩ Giyün Wang）：旗主。年收入1200到2000两白银和15到25匹绸缎。拥有50位农奴。
- 贝勒（ᠪᠡᠶᠢᠯᠡ Beile）：旗主。年收入600两白银和13匹绸缎。拥有40位农奴。
- 贝子（ᠪᠡᠶᠢᠰᠡ Beis）：旗主。年收入500两白银和10匹绸缎。
- 镇国公（ᠲᠦᠰᠢᠶ᠎ᠡ
ᠬᠦᠩ Tushiye Gong）：旗主。年收入300两白银和9匹绸缎。
- 辅国公（ᠲᠤᠰᠠᠯᠠᠭᠴᠢ
ᠬᠦᠩ Tusalagchi Gong）：旗主。年收入200两白银和7匹绸缎
- 台吉（Hohi Taiji）：分为四等：
  - 一等台吉（Terigun Zereg-un Taiji）：年收入100两白银和4匹绸缎。仅一等台吉可任旗主（札萨克）。
  - 二等台吉（Deb Zereg-un Taiji）：年收入90两白银和3匹绸缎。
  - 三等台吉（Gutagaar Zereg-un Taiji）：
  - 四等台吉（Dötugeer Zereg-un Taiji）：年收入40两白银。4个农奴。

除了上述头衔，贵族也可以分为两类：
- Töröl Taiji：字面义“相关贵族”，黄金家族成员，成吉思汗后裔。
- Khariyatu Taiji：字面义“服从贵族”，哈撒儿、别勒古台和成吉思汗其他兄弟的后代，克烈部王汗的后代，万户长的后代。

其他的贵族称谓还有：
- 阿哥：出生在贵族家庭的人。
- 塔布囊（Tabunang）：贵族家庭的女婿。作为札萨克等同于台吉。

### 非贵族身份
- Soumon Albatu（苏木阿勒巴图）：农奴。
- Hamjilga（哈姆杰尔格）：贵族的农奴。
- Shabi（沙毕）：活佛呼图克图的农奴。

## 参見
- 蒙古历史
- 蒙古国家列表